# Mesosa griseiventris
Mesosa griseiventris es una especie de escarabajo longicornio del género Mesosa, categorizada en la tribu Mesosini, de la subfamilia Lamiinae. Fue descrita por Breuning en 1938.

## Descripción
Mide 13-14 mm de longitud.

## Distribución
Se distribuye por India.